# Gonomyia expansa
Gonomyia expansa är en tvåvingeart som beskrevs av Alexander 1938. Gonomyia expansa ingår i släktet Gonomyia och familjen småharkrankar. Inga underarter finns listade i Catalogue of Life.